# 홍근택
홍근택(1990년 11월 10일 ~ )은 대한민국의 배우이다.

## 출연작

### 영화
- 《스텔라》 (2022년) - 서 사장 수하 1 역
- 《보이스 비》 (2020년) - 방울 역
- 《비행》 (2020년) - 근수 역
- 《발광하는 현대사》 (2019년) - 임산부 부부 역
- 《광대들: 풍문조작단》 (2019년) - 말보 공연 관객 2 역
- 《두번할까요》 (2019년) - 남세준 역
- 《마약왕》 (2018년) - 두삼이파수하 3 역
- 《너의 결혼식》 (2018년) - 방송 카메라맨 역
- 《햄버거맨》 (2015년)
- 《피끓는 청춘》 (2014년) - 중길반 역
- 《좁은방》 (2014년)

### 드라마
- 《스토브리그》 (2019년, SBS)
- 《파수꾼》 (2017년, MBC)